# Defragmentator dysków
Defragmentator dysków – narzędzie systemowe służące do analizowania woluminów lokalnych oraz lokalizowania i konsolidowania pofragmentowanych plików i folderów. Wszystkie wersje Microsoft Windows wyższe od Windows 3.11 mają wbudowany defragmentator dysków.
Defragmentatory pozasystemowe
- Defraggler
- JkDefrag